# Téléphérique de la Grande-Motte
Le téléphérique de la Grande-Motte est une remontée mécanique de France située en Savoie, dans le massif de la Vanoise.

## Géographie
Ce téléphérique est intégré à la station de sports d'hiver de Tignes et au domaine skiable de l'Espace Killy dont il constitue la plus haute remontée mécanique à 3 456 mètres d'altitude,. Survolant le glacier de la Grande Motte, cette remontée, associé à des télésièges et des téléskis, permet de pratiquer le ski sur glacier en hiver mais aussi en été, le site étant accessible via le funiculaire Perce-Neige,.
Bien que faisant partie du domaine skiable de Tignes et n'étant accessible que depuis cette station, le téléphérique de la Grande-Motte est situé sur le territoire communal de Champagny-en-Vanoise dont le village se trouve à quelques kilomètres à l'ouest. En outre, il se trouve dans la réserve naturelle nationale de Tignes-Champagny entourée ici à l'ouest, au sud et à l'est par le parc national de la Vanoise.

## Histoire
Le téléphérique est construit en 1975 par la société suisse Von Roll.

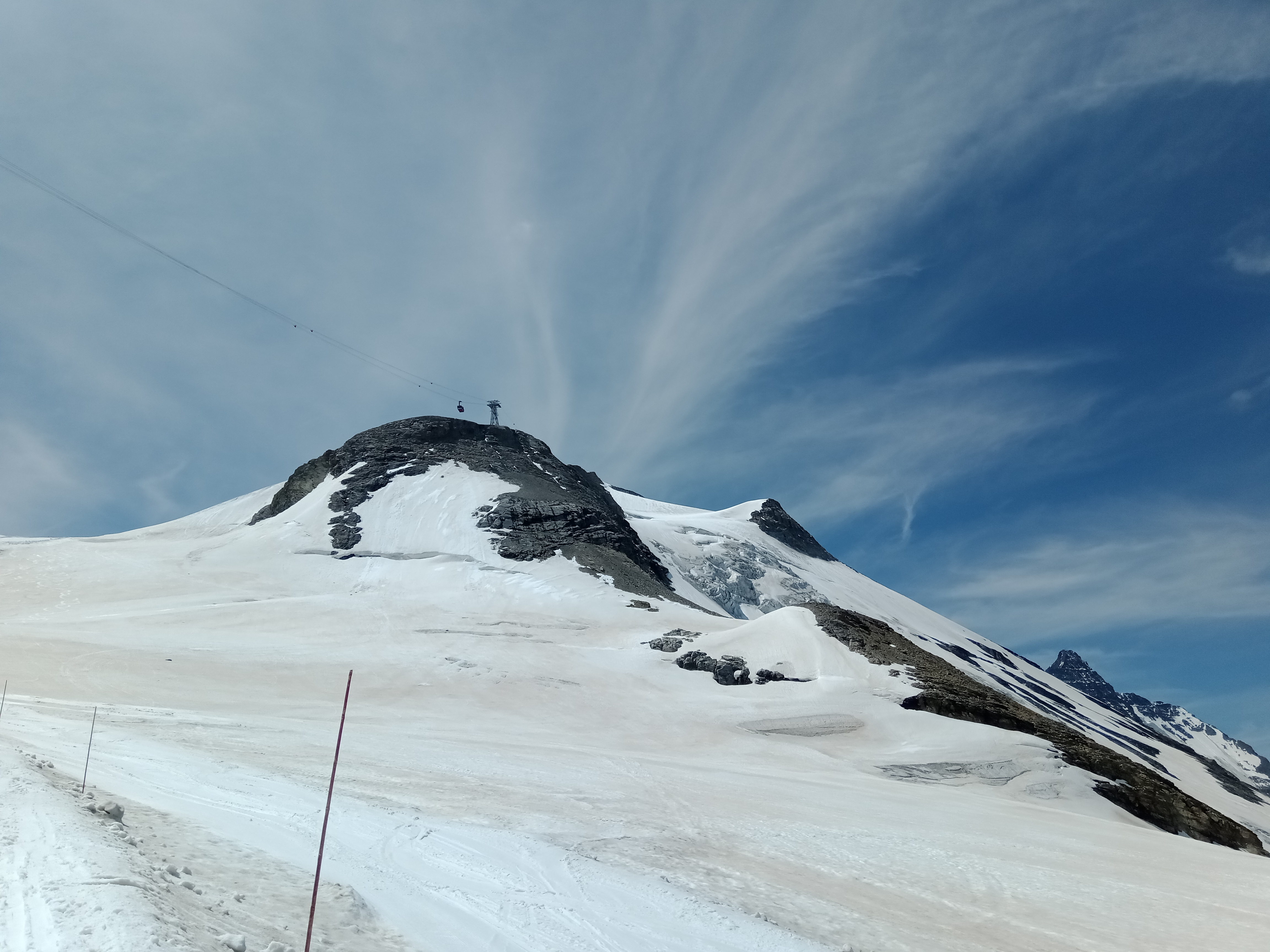
Vue du téléphérique depuis le bas du glacier de la Grande Motte en juillet 2021.